# Estación de Helston
La Estación de Helston fue la terminal del Ferrocarril de Helston en Cornualles, Reino Unido. Se inauguró el 9 de mayo de 1887 y durante su tiempo de funcionamiento fue la estación de tren situada más al sur de Gran Bretaña. La línea, operada por el Great Western Railway, fue absorbida por esta compañía en 1898. Se cerró para los pasajeros el 5 de noviembre de 1962 y para las mercancías el 5 de octubre de 1964. A pesar de ser una estación terminal, Helston se construyó de la misma manera que otras estaciones de la línea (Praze y Nancegollan), como si fuese una estación situada en la vía pasante. Esta circunstancia tuvo su origen en el plan original de que la línea se prolongase hacia The Lizard, pero esto nunca sucedió, y la estación se mantuvo sin cambios hasta su cierre, de manera que parecía una parada 'intermedia'. Aseguró su lugar en la historia del transporte de viajeros cuando se convirtió en el primer lugar del país con un servicio de autobús combinado operado por una compañía de ferrocarril, el Servicio por Carretera del GWR, que transportaba a los pasajeros recogidos en la estación hacia la localidad de The Lizard. En 1928, el servicio funcionaba desde la estación de Helston a través de Dodson's Gap (para Gunwalloe); Cury Cross Lanes (para Cury); Penhale; y finalmente Ruan Crossroads (para Cadgwith). La tarifa hasta The Lizard era de 1 s 9 d (1 chelín y 9 peniques).

## Descripción
El edificio de la estación fue construido en piedra con tejado de pizarra y cuatro chimeneas. En el lado que da al andén del edificio, una marquesina en voladizo recorría toda su longitud, mientras que una pequeña marquesina sostenida por soportes se colocó sobre la entrada principal. Un buzón estaba ubicado al final del edificio. Frente al edificio de la estación estaba el cobertizo de mercancías, y en uno de los extremos del andén había una caseta de enclavamiento construida con ladrillo y madera, además de una cochera construida con piedra con capacidad para una sola locomotora y una torre de agua inmediatamente delante. Se dotó a otras instalaciones de mercancías con un andén corto y una grúa en el patio de mercancías. La parte más alejada de la línea y, por lo tanto, el punto más al sur de cualquier ferrocarril en Gran Bretaña, estaba ocupado por un cobertizo para vagones que estaba más allá del andén. Cuando se construyó, este era el único edificio dentro del distrito rural de Helston, cuyo límite pasaba entre el cobertizo para los coches y el andén.
El emplazamiento de la estación se transformó en parte de un hogar para ancianos. Se conserva parte del andén, junto con el cobertizo de mercancías. Todavía se pueden ver algunos carriles hincados como marcadores de los límites del área local.

## Jefes de estación
Se sabe que las siguientes personas fueron jefes de estación en Helston:
- Lawrence C.W. Reed 1887[6] - 1889 (luego jefe de estación en Camborne)
- WJ Cowan 1889[7]- 1902[8]
- Dan Silvester 1902 - 1909[9] (luego jefe de estación en Liskeard)
- F. W. French ca. 1910 - 1929
- Frederick Reginald Sherman 1929 - 1935[10] (luego jefe de estación en Redruth)
- C.H. Grant 1935 - ca. 1945
- W.H.S. Reynolds hasta 1950[11]
- Arthur L.B. Bower de 1950[12] (anteriormente jefe de estación en Monmouth)